# 大川铁雄
大川铁雄（1897年7月—1975年4月21日），日本企业家、收藏家，大川财阀创始人大川平三郎的养子，曾担任日本惠尔得的社长，还曾在桦太工业、王子制纸、武州银行等公司担任要职。

## 生平
大川铁雄本姓尾高，出生于明治30年（1897年）7月，是尾高次郎和涩泽文子的次子，2岁时过继给姨夫大川平三郎为养子，改姓大川。大川铁雄的母亲涩泽文子是大川平三郎妻子涩泽照子的姐姐，两姐妹是大川平三郎义父澀澤榮一的女儿，而大川铁雄的父亲尾高次郎是大川平三郎的表弟。
1919年，大川铁雄入职東京板紙，1921年入职九州製紙，1925年出任九州製紙董事（取締役），1926年出任桦太工业董事和工务部部长，1933年出任王子制纸的董事。1937年出任武州銀行董事，1946年至1971年，出任山阳纸浆的会长、顾问。1949年至1975年，出任日本惠尔得社長。1975年出任日本惠尔得会長。
1975年4月21日，大川铁雄因慢性肾功能不全去世，享年77岁。

## 事业

### 造纸业
1919年3月，大川铁雄完成早稻田大学理工科预科课程学习后，入职东京纸板株式会社。1921年，退出东京纸板，入职九州制纸株式会社。1925年10月成为九州制纸的董事。1926年1月，九州制纸、中之岛制纸、中央制纸并入桦太工业，4月大川铁雄被任命为桦太工业董事和工务部部长。桦太工业社长大川平三郎一直都对人造丝浆感兴趣，邀请人造丝浆研究者儿玉清助（児玉清助）到桦太工业的泊居工厂任职。在大川铁雄的指导下，泊居工厂的三輪次武与儿玉清助等人从1930年10月开始研究，至1931年3月顺利生产出26吨人造丝浆，是日本生产的第一种人造丝浆。1933年，王子制纸、富士制纸、桦太工业合并成为新的王子制纸株式会社。同年6月，大川铁雄出任王子制纸的董事，而此时大川平三郎成为王子制纸的顾问。
1933年7月，大川平三郎成立台湾纸业株式会社，打算将台湾蔗渣造纸企业化，大川铁雄出任常务董事（専務）。1933年11月，大川铁雄渡台，收购了二结的纤维板工厂（セロテックス工場），并着手将其改造为蔗渣纸浆工厂（バガスパルプ工場）。1934年8月，台湾纸业在继续经营纤维织物的同时，开始以蔗渣和鬼萱为原料生产纸浆，并开始使用88英寸长网抄纸机生产印刷纸和信纸。1935年3月，台湾兴业株式会社成立，大川平三郎任董事长，松本真平任社长，大川铁雄任常务董事，并在罗东建厂。1936年8月，台湾兴业吞并台湾纸业，在二结和罗东的工厂用鬼萱和蔗渣制造印刷纸和书写纸。后来，大川铁雄出任台湾兴业的董事兼社长，曾在二战时期为南方战场供应纸张。1945年日本战败投降后，台湾兴业在二结和罗东的工厂被中华民国政府接收，成为公营事业单位。1946年，并入新组建的台湾纸业公司。1967年5月，大川铁雄曾以浆纸联合会会长的身份到台湾视察经济。
1937年6月，大川铁雄成为东京赛璐玢株式会社的董事，并于1944年12月成为兴国人造丝浆株式会社的董事。1946年10月，大川铁雄辞去王子制纸的董事职务，1947年10月辞去东京赛璐玢和兴国人造丝浆两家公司的董事职务。1945年11月，山阳纸浆工业（山陽パルプ工業）株式会社改组为山阳纸浆（山陽パルプ）株式会社，1937年5月成立之初以赤松为原料生产人造丝浆、二战期间曾改做润滑油精制的麻里布工厂变更为岩国工厂，重新生产纸浆。1946年11月，大川铁雄成为山阳纸浆的会长、顾问，直至1971年5月退任董事。在山阳纸浆和国策纸浆工业（国策パルプ工業）合并为山阳国策纸浆（山陽国策パルプ）后，大川铁雄被推荐为企业嘉宾（社賓）。
1945年12月，藤原银次郎成为日本惠尔得株式会社的首席执行官，在盟軍最高司令官總司令部的命令下，控股公司整理委员会将日本惠尔得股份公开脱离王子制纸。市川工厂根据企业重组计划分离出来成立独立公司市川毛织株式会社。1949年，大川铁雄担任日本惠尔得社长至1975年3月，期间创建埼玉工厂，安装大型织布机和针机，并大幅提高产品质量。此外，还简化销售机制，提高销售效率，改善用户服务，并将附属经销商整合为日本惠尔得贸易株式会社。1968年8月，大川铁雄在台湾成立台湾惠尔得股份有限公司，该公司是台日合资企业，是向台湾和东南亚供应造纸毛布的基地，由大川铁雄亲自担任董事长。

### 其他建设
大川铁雄出身埼玉县，在家乡也发展了很多业务。1937年1月，大川铁雄任武州瓦斯株式会社社长，1959年任会长。1937年1月，大川铁雄任武州银行和武州储蓄银行董事。1943年，武州储蓄银行并入琦玉银行，1947年10月不再担任董事。1954年1月，出任琦玉银行关联公司琦玉大厦（埼玉ビル）株式会社的董事兼社长。1958年12月，琦玉大厦与八重州口大厦合并为大荣不动产（大栄不動産）株式会社，1957年12月就任社长，以东京为中心，在大阪、名古屋、埼玉等地开发地产，1965年1月出任董事长。1937年12月，任西武鐵道株式会社董事。1957年9月，成立所泽瓦斯株式会社，大川铁雄任董事长。
大川铁雄还曾担任熊本电气轨道、昌德矿业、日本透镜工业（日本レンズ工業）、台湾油脂工业、台湾证券、富冈机械制造厂的社长；上毛电力、上毛电气铁路、東京湾埋立、轻型汽车（ライト自動車）、日东制粉、大日本电力、日本错酸制造、朝鲜铁道、伊香保钢索铁道、东海钢业、若松服部制作所、榛名合同自动车、日本铁塔、富士仓库、日本特产、白云观光等公司的董事，以及东京人绢、东亚港湾工业等公司的监事。

### 公职与社会团体
大川铁雄曾担任通商产业省、厚生省、经济企划厅等部门各种審議会成员，还曾在日本經濟團體聯合會、纸浆联合会等社会团体组织中担任职务。
1955年5月，大川铁雄就任纸浆联合会公害对策委员会主席（紙パルプ連合会の公害対策委員長），对制浆造纸排水进行实况调查，并审查水质分析方法、处理方法、水质标准。另一方面，他作为经团联的公害对策委员会主席，为日本矿工业制定治污措施，并就与执行《水質保全法》与《工場排水法》相关的各种问题提供指导。1959年5月，奉命作为日本生产性本部欧美产业排水视察团的团长出访海外，对主要工业国的污染处理进行调查。
1963年12月至1971年5月，大川铁雄担任纸浆联合会主席，期间日本的纸产量成为世界第二，而纸浆产量产量成为世界第三，大川铁雄为此做出了杰出的贡献。
此外，大川铁雄还曾担任财团法人社会事业馆（財団法人社会事業館）監事、纸浆联合会常任理事（1972年4月改组为日本制纸联合会）、纸博物馆監事、日本工业俱乐部评议员、关东经营者协会常务理事、纸浆俱乐部（紙・パルプクラブ）常务理事、通商产业省产业设施部会委员、经团联产业技术委员会委员、日本工业教育协会理事、工技院工业技术协议会临时委员、通产省产业合理化审议会产业立地部会委员、产业PR中心（産業PRセンター）理事、森林资源综合对策协议会理事、资源科学研究所理事、铁道货物协会理事、日本租税研究协会评议员、日本产业立地中心理事、日本生产性本部顾问、通产省企业局产业构造审议会委员、BIAC日本委员会評議会委員、国委恳话会理事、日本工业俱乐部会馆委员、产业体制问题研究调查会委员长、日本商工会议所托盘池推进会议（日本商工会議所パレットプール推進会議）委员、日本毛整理协会监事、日本制纸联合会顾问、交流协会监事等职务。

### 慈善
养父大川平三郎去世后的1937年，大川铁雄从继承财产中捐出100万日元成立了慈善机构社会事业会馆（福祉財団社会事業会館），并担任理事，后改任监事。大川铁雄还曾在大川平三郎设立的大川育英会（后更名为太平奖学会）中出任名誉会长。

## 个人爱好
大川铁雄爱好广泛，且都认真投入。大川铁雄是日本知名古币收藏家，在古币鉴定领域是日本的领军人物。中国古钱收藏家骆泽民的一枚天显通宝在1942年被大川铁雄购得，大川铁雄在得到该币后将自己斋室取名“天显堂”。三貨童、小林茂之著有《天显堂大川铁雄氏遗稿》（天顕堂大川鐵雄氏遺稿 －銀座工夫人・勝間孝之助書留－）一书，收录了大川铁雄对银座铸钱相关研究的遗稿。
大川铁雄还拥有数艘摩托艇，可能满足他随时驾驶隅田川最快的船。大川铁雄玩麻将也颇有水平。因常年在库页岛出差，大川铁雄还学会并热衷于滑雪板运动，此外对台球、围棋、天文观测和摄影也有研究。围棋水平被日本棋院评为六段，1975年4月更被追授为八段。

## 家庭
大川铁雄的妻子是安達喜美，安達弥的妹妹，東京女学館卒业。夫妻二人育有两男四女，分别是長男大川英雄、二男大川勝雄（后过继给清水鈴，改名清水勝雄）、長女大川誠子（丈夫是三井东压化学的高桥兑）、二女大川寿美（丈夫为富冈工場社長富冈显治）、三女大川房子（丈夫为王子製紙社長田中文雄）和四女大川春江（丈夫为东碧工业的浅野荣一郎）。

## 备注
1. ↑  一说生卒年为1898年-1976年[3]:50
2. ↑  也有资料称是第三子[5]
3. ↑  鬼萱指羅東山區的芒草[9]:142